# نانوکندری
نانوکندری ، (به انگلیسی: Nanochondrion) ، نانوماشین‌هایی فرضی هستند که در سلول های زیستی قابلیت زندگی‌کردن دارند. ساختار و کارکرد آنها شبیه به میتوکندری است.

## توانمندی‌ها
نانوکندری‌ها باید توانایی تکثیر داشته باشند به‌نحوی که پس از اولین نسل با کاهش نیازهای خود نسبت به نانوکندری مادر، در سلول نهادینه شوند. قابلیت مهم دیگر نانوکندری‌ها، توانایی برهم‌کنش و بهبود سلولی است. وقتی یک نانوکندری در سلول تخم قرار گیرد توانایی مشابه‌سازی آن سلول را خواهد داشت، در نتیجه، نانوکندری‌ها در شبیه‌سازی انسان و همچنین ساخت ربات‌های طبیعی حائز اهمیت خواهند بود.